# Normaal kubieke meter
De normaal kubieke meter is de eenheid waarin het volume van gassen, bijvoorbeeld aardgas, wordt uitgedrukt. Omdat bij gassen het soortelijk volume (uitgedrukt in m³/kg) afhankelijk is van druk en temperatuur, rekent men het volume om naar een volume bij een vooraf vastgestelde druk en temperatuur. 
Een normaal kubieke meter is een hoeveelheid gas, die bij de "normaal"temperatuur en de "normaal"druk een volume inneemt van 1 kubieke meter (m³). 

## Aardgas
Standaard kubieke meter is een eenheid om aardgas- en aardoliereserves te meten. De standaard wordt weergegeven in m³ bij een druk van 101,325 kPa of 1,01325 bar en een temperatuur van 15°C. Deze inhoudsmaat wordt als standaard m³ omschreven in norm ISO 91-1:1992 van de Internationale Organisatie voor Standaardisatie (ISO). 
De samenstelling van het gas kan variëren. Gestandaardiseerd Groningen gas, bijvoorbeeld, heeft een dichtheid van 0,833 kg/m³, een bovenste verbrandingswaarde van 35,096 MJ/m³, en een onderste verbrandingswaarde van 31,669 MJ/m³ (zie ook verbrandingswarmte).

## Veel standaarden
De normaal kubieke meter of standaard kubieke meter is niet eenduidig gedefinieerd. In verschillende disciplines zoals luchtbehandeling, compressorindustrie, chemie, olie- en gasindustrie, machinebouw worden verschillende waarden voor de standaarddruk en de standaardtemperatuur gebruikt. 
Het symbool N wordt in de ISO eenheden gebruikt voor Newton en kan  niet gebruikt worden voor “normaal”. Ook het gebruik van de S voor "standaard", zoals in Sm³, leidt niet tot een eenduidig begrip van wat er bedoeld wordt met de eenheid. 
Waarden voor de standaardomstandigheden (temperatuur en druk) die gebruikt worden zijn:
- 0°C (273,15 K) en "normale atmosferische druk" (DIN 1343 norm voor de compressorindustrie, norm in Nederlandse regeling gaskwaliteit aardgas.[1]
- 15°C (288,15 K) en 1,01325 bar of 101,325 kPa (API norm en ISO 2533 norm voor aardgas, ook voor gasturbines)
- 20°C (293,15 K) en 1013 mbar (ISO aanbeveling voor pneumatische apparatuur)
- 20°C of 25°C (293,15 K of 298,15 K) (dichtheid van vaste stoffen en vloeistoffen}

Vanwege de veelheid aan definities is het daarom beter de normaal kubieke meter of de standaard kubieke meter aan te geven met de druk en de temperatuur waarvoor deze geldt. Een methode om dit te doen is de druk en temperatuur als index bij de eenheid te zetten. Dus niet 1000 Nm³/h of 1000 Sm³/h, maar:
{\displaystyle 1000\;{\text{m}}^{3}/{\text{h}}_{273,15{\text{ K}};\;1,01325{\text{ bar}}}}

## Externe bron
- Physical Properties of Natural Gases, juni 1988. Uitgave: Nederlandse Gasunie.